# Friedrichsruh

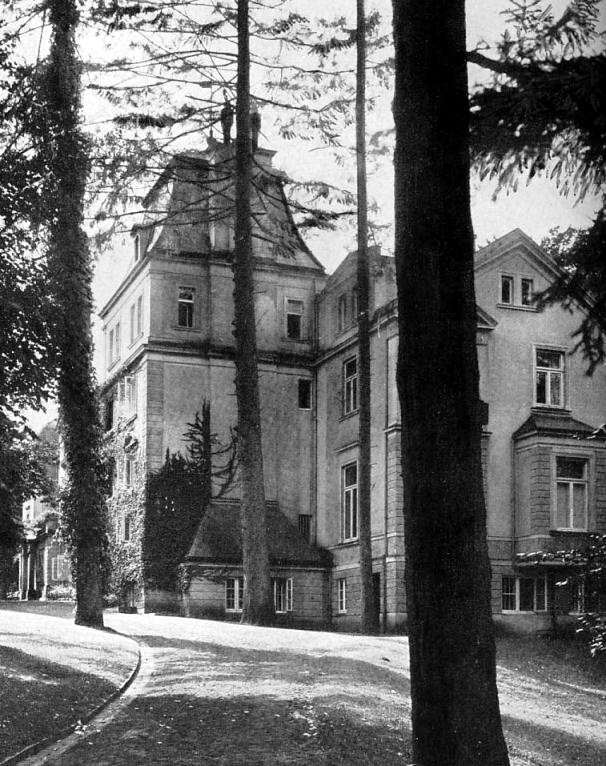
Schloss Friedrichsruh um 1915

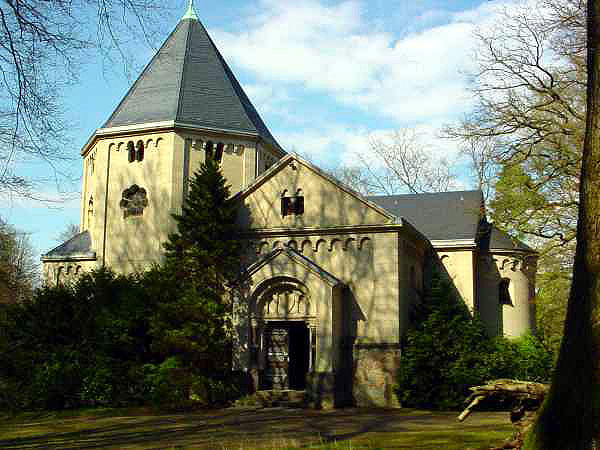
Bismarck-Mausoleum in Friedrichsruh

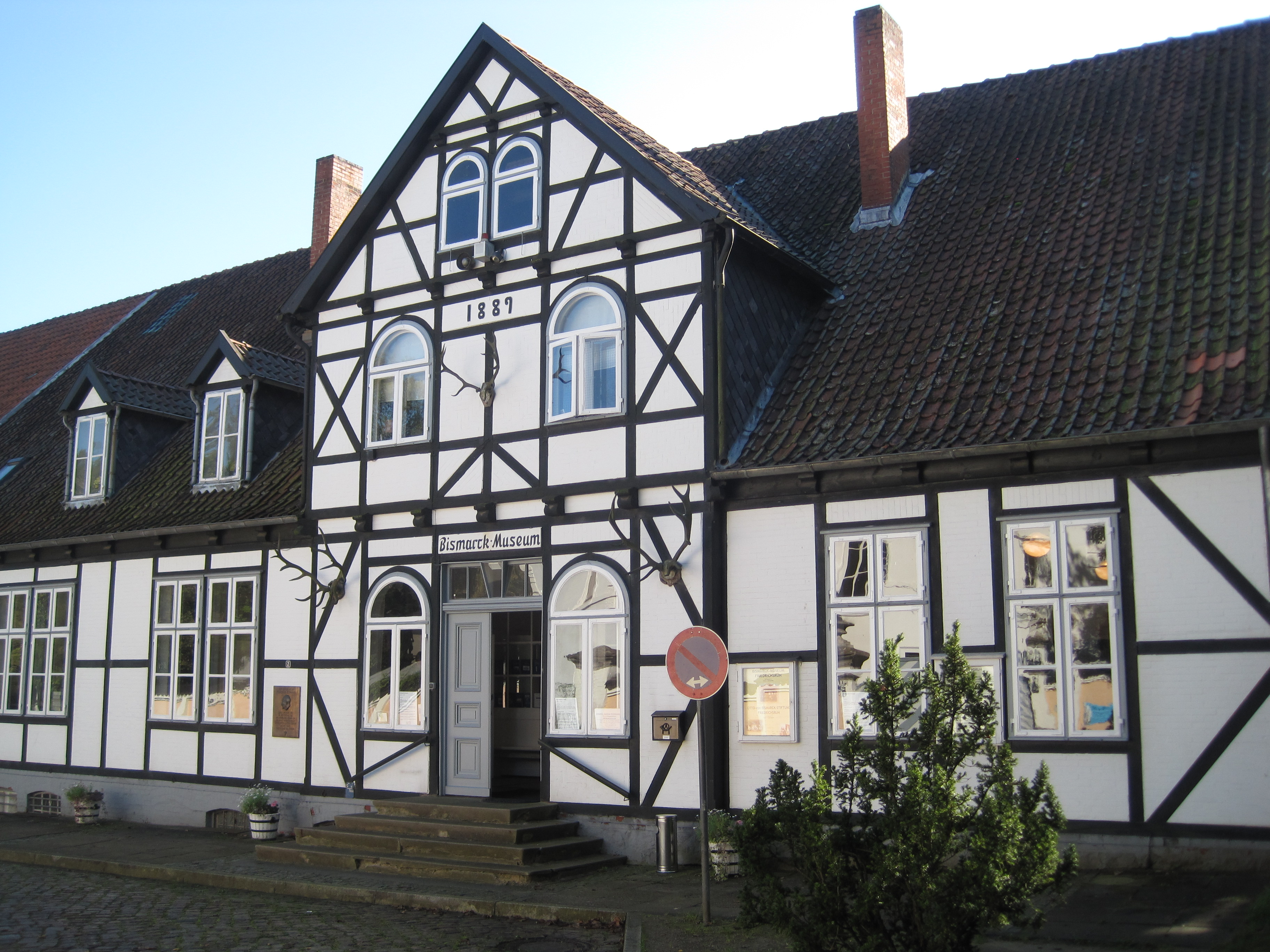
Bismarck-Museum Friedrichsruh

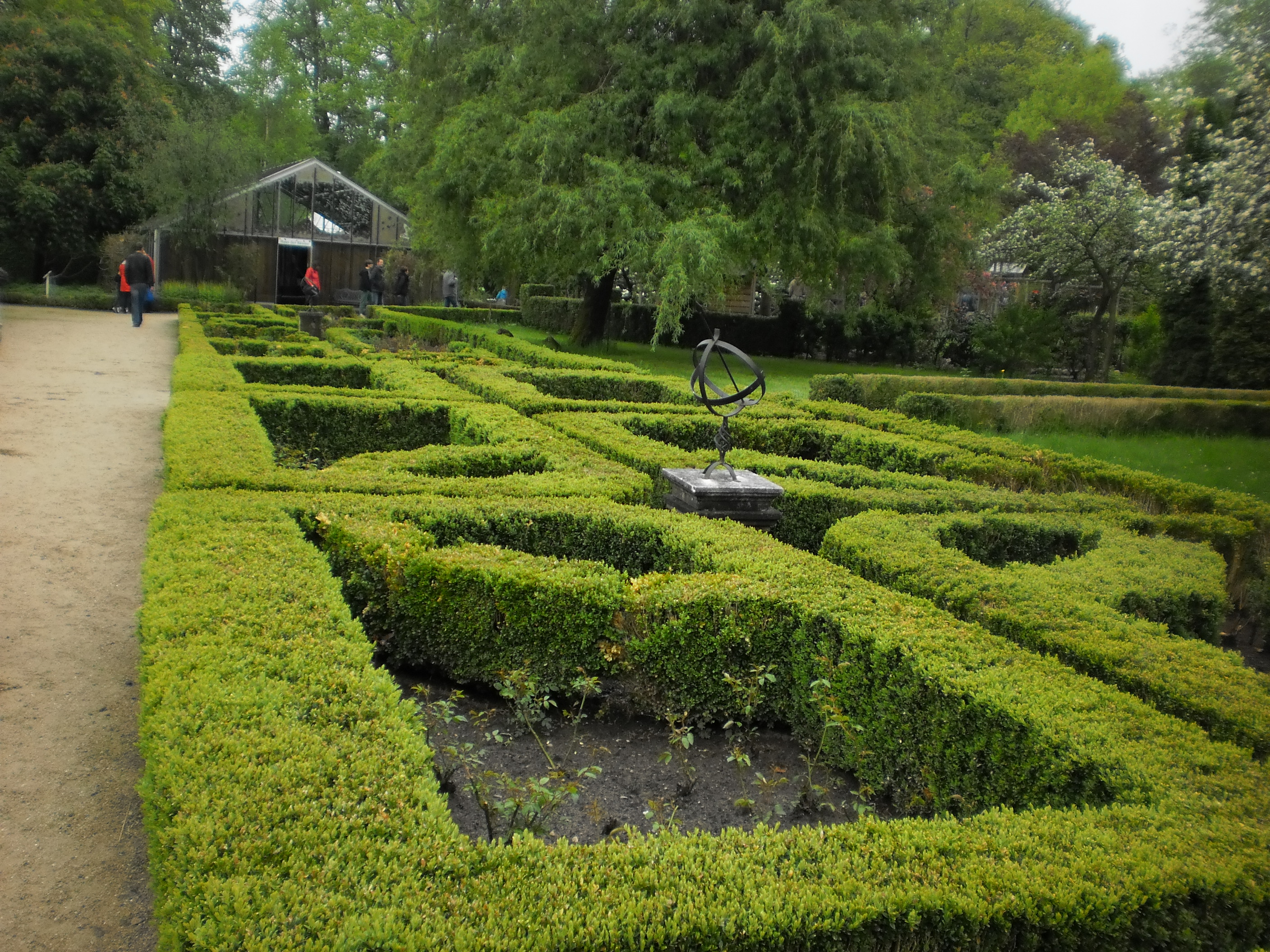
Schlosspark und Schmetterlingshaus

Friedrichsruh ist ein Ortsteil der Gemeinde Aumühle, Kreis Herzogtum Lauenburg, in Schleswig-Holstein, östlich von Hamburg.

## Friedrichsruh und die Familie von Bismarck
Als Anerkennung für den Sieg über Frankreich und zum Dank für die Reichsgründung 1871 schenkte Kaiser Wilhelm I. seinem Kanzler Otto von Bismarck als Dotation den lauenburgischen Sachsenwald aus seinem Besitz als Herzog von Lauenburg (1890 erhielt Bismarck von Wilhelm II.  auch diesen Titel, von dem er aber keinen Gebrauch machte). Der Reichskanzler, der bis dahin privat seine Güter in Schönhausen und Varzin bewohnt und bewirtschaftet hatte, ließ eine unmittelbar an der Eisenbahnstrecke Hamburg–Berlin gelegene Gaststätte im Sachsenwald, die aus einem einstigen Jagdhaus der Grafen zur Lippe-Biesterfeld hervorgegangen war, zum Herrenhaus ausbauen. Noch heute wohnen seine Nachkommen hier. Die Schwarze Au ist in Friedrichsruh zum Schlossteich aufgestaut.
Otto Fürst von Bismarck und seine Frau Johanna fanden ihre letzte Ruhe in einem etwas oberhalb des Schlosses gelegenen Bismarck-Mausoleum im neuromanischen Stil, das dem des Theoderich in Ravenna nachempfunden sein soll. Es wurde 1899 von dem Architekten Ferdinand Schorbach erbaut.
Unweit des Mausoleums wurde ein Ehrenmal für die gefallenen Marinesoldaten des am 27. Mai 1941 bei dem Unternehmen Rheinübung durch die Royal Navy versenkten Schlachtschiffs Bismarck angelegt. Der 2,40 m hohe Findling trägt ein Eisernes Kreuz, versehen mit dem eichenumkränzten Familienwappen des Hauses Bismarck, das auch das Schiffswappen der Bismarck war. Auf dem davorliegenden Anker steht auf einer Platte der Text „2371 Mann blieben mit ihrem Schiff auf See“.
Das alte Empfangsgebäude des Bahnhofs Friedrichsruh ist heute Sitz der bundesunmittelbaren Otto-von-Bismarck-Stiftung und beherbergt dort neben einer öffentlich zugänglichen Bibliothek sowie Seminar- und Arbeitsräumen als Kernstück eine Dauerausstellung zum Thema „Otto von Bismarck und seine Zeit“; das Bismarck-Museum Friedrichsruh mit Leihgaben der Familie v. Bismarck findet sich gegenüber dem Schloss. Sehenswert ist auch der Garten der Schmetterlinge, ein Schmetterlingszoo mit vielen exotischen Exemplaren, den die Familie Bismarck 1988 in einem Teil des Schlossparks eingerichtet hat.

## Geschichte
Auf dem Grund einer alten Försterei im Sachsenwald ließ sich im Jahre 1763 der regierende Graf Friedrich zur Lippe-Biesterfeld ein Jagdhaus errichten. Nach seinem Vornamen benannte er dieses Gebäude Friedrichsruh, und sein Name und seine Titel wurden auf einem Querbalken der Giebelwand dieses reetgedeckten Fachwerkhauses eingeschnitzt. Als zum Dorf Aumühle gehöriges „Erbzinshaus, Friedrichsruh genannt“, taucht es in einer topographisch-historischen Beschreibung zu Beginn des 19. Jahrhunderts auf.
Als Graf Friedrich am 31. Juli 1781 starb, erwarben in der Folge verschiedene Eigentümer das Anwesen: Jean Albrecht Willink (1781), Fam. Rodde (1784), J.A. Willink (1785), Jean de Virq Thalen (1789) und J.D. Baetcke im Jahr 1791.
Anfang des 19. Jahrhunderts dann wurde der bisherige herrschaftliche Besitz erneut verkauft und in eine Gastwirtschaft umgewandelt, die nur geringe Gästezahlen verzeichnete, solange sie von Hamburg aus nur durch Pferdefuhrwerke erreichbar war. Dies änderte sich erst mit dem Bau der Bahnstrecke Berlin–Hamburg. Es entstand ein Konkurrenz-Wirtshaus unter dem Namen Das Landhaus. Um mithalten zu können, wurde in der Nähe des Jagdhauses ein neues, großes Gasthaus errichtet, das den Namen Frascati erhielt und von den Hamburgern scherzhaft „Freßkathe“ genannt wurde. Dieses wurde vom Blitz getroffen und an seiner Stelle entstand ein neues, größeres Gasthaus, für dessen Errichtung das ursprüngliche Jagdhaus weichen musste.
Als dann der Besitz nach dem Sieg über Frankreich und der Reichsgründung 1871 an Otto von Bismarck überging, ließ sich dieser unter Benutzung der vorgefundenen Baulichkeiten das neue Frascati in ein von der Familie Bismarck bewohntes Schloss umbauen. Das Anwesen wurde am 29. April 1945, zum Ende des Zweiten Weltkrieges, von der Royal Air Force vernichtet, weil man fälschlicherweise den Aufenthalt Heinrich Himmlers dort vermutete, obwohl das Haus deutlich mit einem Rot-Kreuz-Zeichen am Dach versehen war. 1945 war in Friedrichsruh das Feldlager der schwedischen Rettungsaktion der Weißen Busse, die vom Vizepräsidenten des schwedischen Roten Kreuzes Folke Bernadotte geleitet wurde und sowohl vor als auch nach Kriegsende dänische und norwegische Kriegsgefangene über Schweden nach Hause brachte.
Der gleichnamige Enkel des Eisernen Kanzlers, Otto Fürst von Bismarck (1897–1975), ließ das Schloss nach dem Krieg in der zeitgenössisch interpretierten Form eines barocken Herrenhauses wieder aufbauen. Die Familie seines 2019 verstorbenen Sohnes Ferdinand von Bismarck bewohnt es bis heute. Der Sachsenwald wurde über die Generationen an seinen Rändern teils als Bauland aufgesiedelt und umfasst heute noch 6.000 Hektar forstwirtschaftliche Fläche. Davon veräußerte Fürst Ferdinand sukzessive Teile an Eberhart von Rantzau, den Miteigentümer der Deutschen Afrika-Linien. Die verbleibenden 4.500 Hektar mit dem Schloss erbte nach seinem Tod 2019 sein jüngster Sohn Gregor Graf von Bismarck-Schönhausen (* 1964).

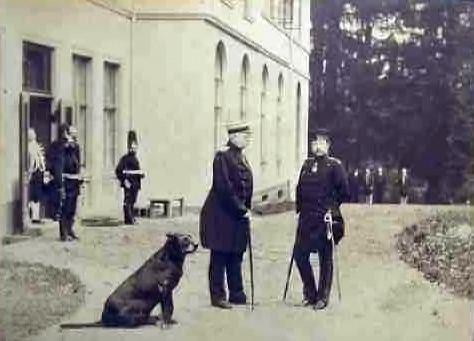
Bismarck und Kaiser Wilhelm II. in Friedrichsruh, 1888
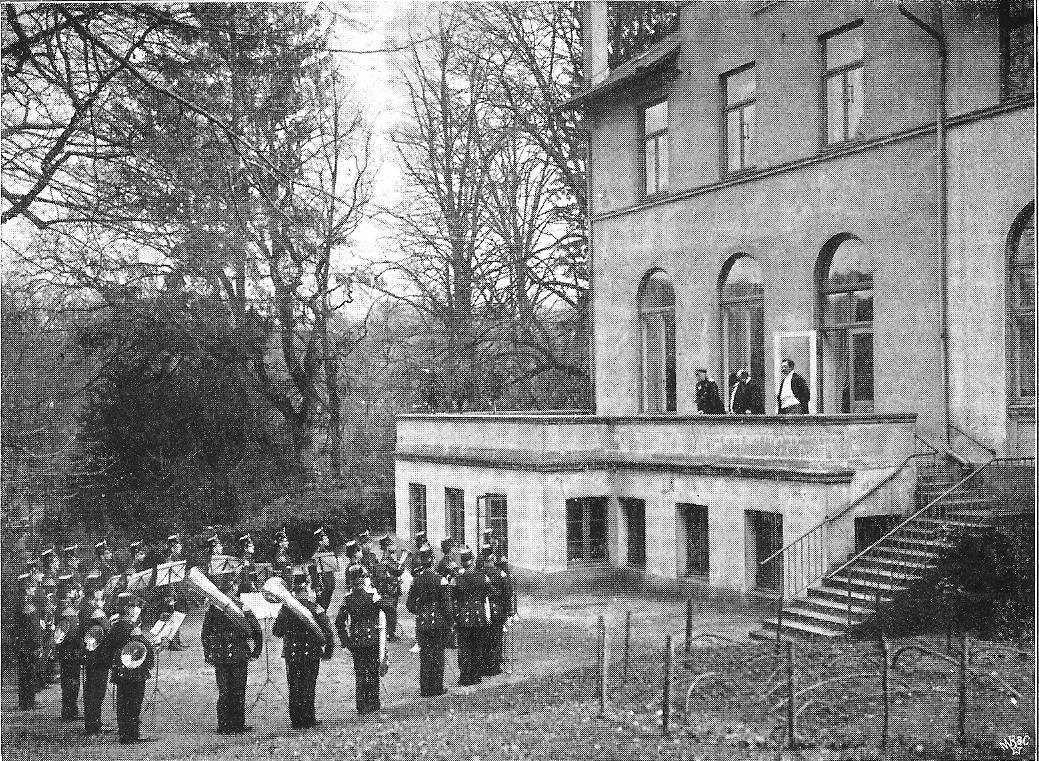
Musikkapelle des Lauenburger Jäger-Bataillons vor Fürst Bismarck konzertierend (1. April 1895)
Bismarck-Huldigung der deutschen Studentenschaft am Bahnhof Friedrichsruh (1. April 1895)
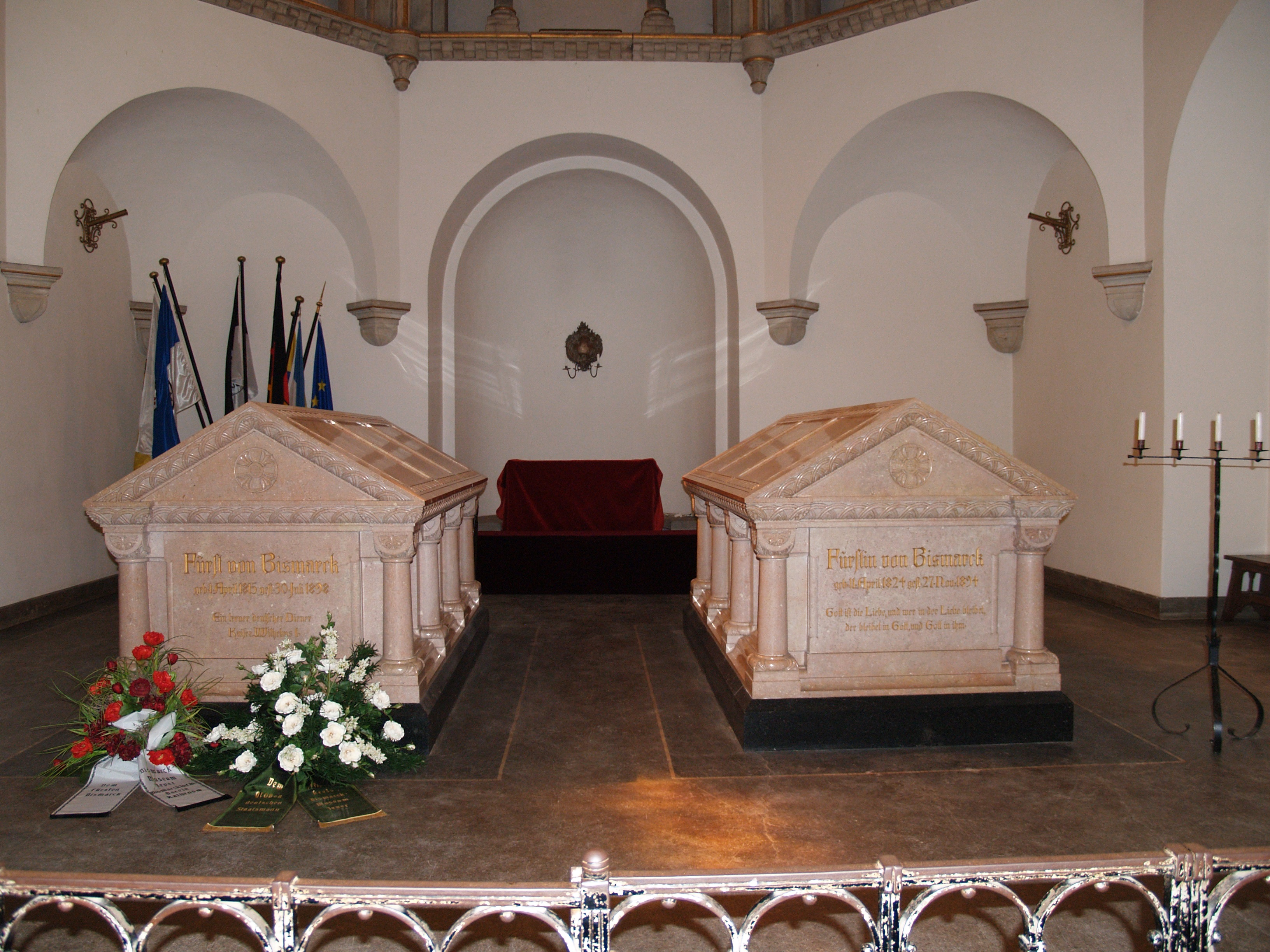
Grab Otto von Bismarcks und seiner Frau im Bismarck-Mausoleum
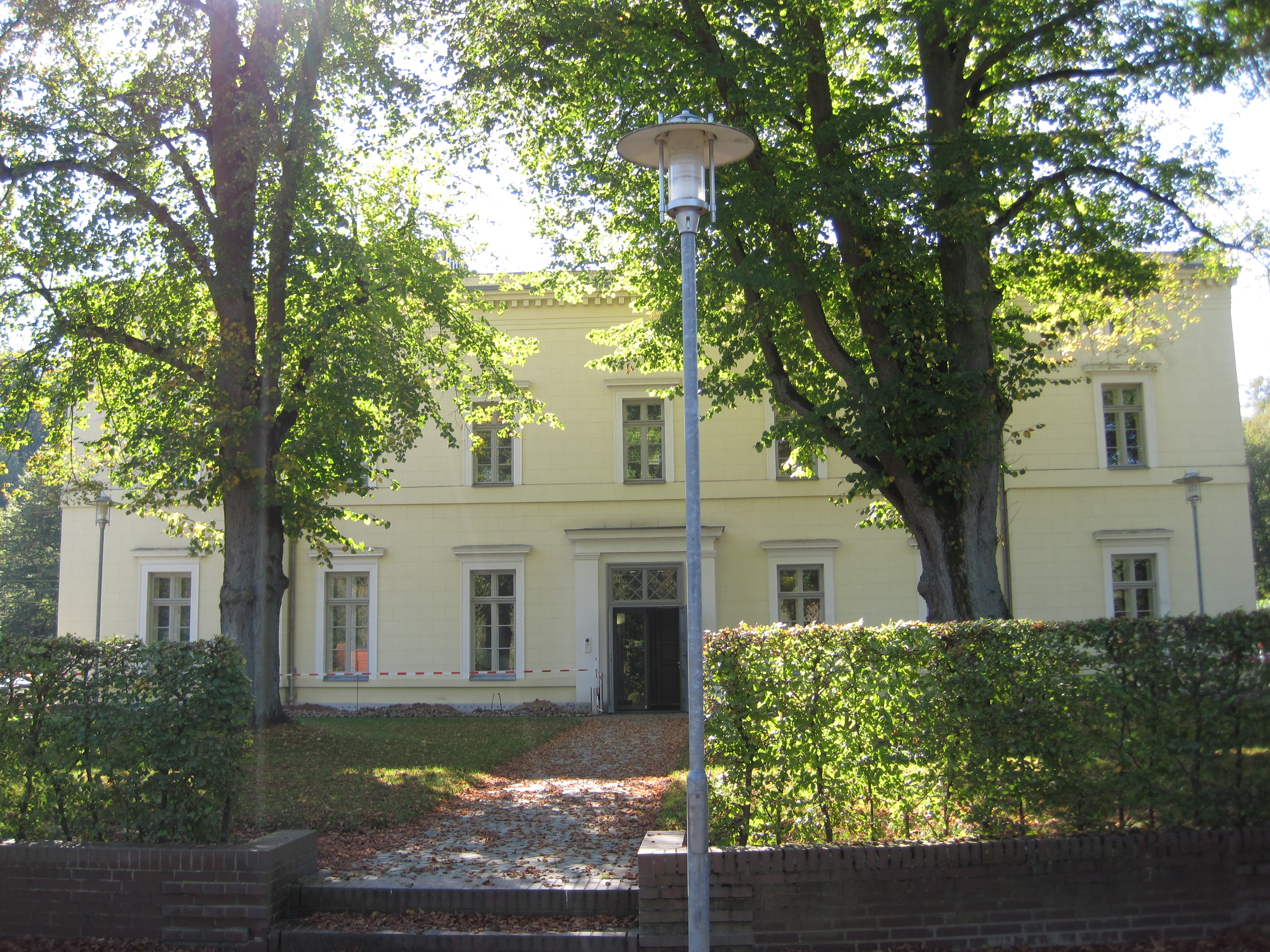
Sitz der Otto-von-Bismarck-Stiftung im alten Bahnhof von Friedrichsruh

## Sonstiges
- Richard Baer (1911–1963), SS-Sturmbannführer und Lagerkommandant des KZ Auschwitz und des KZ Mittelbau-Dora, wurde am 20. Dezember 1960 auf dem Gut des Otto Fürst von Bismarck verhaftet, wo er sich 15 Jahre versteckt hatte.